# Teichland
Teichland är en kommun i Landkreis Spree-Neisse i förbundslandet Brandenburg i Tyskland. 
Kommunen bildades den 31 december 2000 genom en sammanslagning av de tidigare kommunerna Bärenbrück, Maust och Neuendorf.
Kommunen ingår i kommunalförbundet Amt Peitz tillsammans med kommunerna Drachhausen, Drehnow, Heinersbrück, Jänschwalde, Peitz, Tauer och Turnow-Preilack.